# Клаштерњи Скалице
Клаштерњи Скалице (чеш. Klášterní Skalice) је насељено мјесто са административним статусом сеоске општине (чеш. obec) у округу Колин, у Средњочешком крају, Чешка Република.

## Становништво
Према подацима о броју становника из 2014. године насеље је имало 141 становника.